# Ambasciatori sassoni in Russia
L'ambasciatore sassone in Russia era il primo rappresentante diplomatico della Sassonia (già Elettorato di Sassonia) in Russia. 
Le relazioni diplomatiche iniziarono ufficialmente nel 1700. Dal 1867 le relazioni della Sassonia con la Russia vennero curate dall'ambasciatore sassone in Austria, residente a Vienna.

## Elettorato di Sassonia
- 1700–1706: Jost Friedrich von Arnstedt[2]
- 1705–1706: Wolf Heinrich von Venediger
- 1709–1715: Friedrich Vitzthum von Eckstädt
- 1711–1718: Johann Adolph von Loß
- 1718–1720: Martin Frensdorff
- 1721–1734: Johann von Le Fort
- 1734–1736: Moritz Karl von Lynar
- 1736–1740: Ulrich Friedrich von Suhm
- 1740–1741: Moritz Karl von Lynar
- 1742–1745: Nikolaus Willibald von Gersdorff[3]
- 1746–1747: Ludwig Siegfried Vitzthum von Eckstädt
- 1748–1756: Johann Ferdinand August von Funck
- 1761–1765: Johann Moritz Prasse
- 1765–1768: Carl von der Osten-Sacken

## Regno di Sassonia
...
- 1811–1812: Karl von Watzdorf
- 1812–1816: vacante
- 1816–1831: Georg von Einsiedel
- 1831–1834: vacante
- 1834–1838: Karl August von Lützerode
- 1839–1852: Albin von Seebach
- 1852–1853: Karl Friedrich Vitzthum von Eckstädt
- 1853–1864: Hans von Könneritz
- 1864–1867: Richard von Könneritz
- 1867–1870: Residente a Vienna